# Хора на властта
„Хора на властта“ е американски криминален филм от 1935 г. с участието на Джеймс Кагни, Ан Дворак, Маргарет Линдзи и Лойд Нолан във филмовия му дебют. Според „Върайъти“ филмът е един от най-високобюджетните филми на 1935 г. Режисьор на филма е Уилям Кийли.